# Mariastella Gelmini
Mariastella Gelmini (ur. 1 lipca 1973 w Leno) – włoska polityk, parlamentarzystka, w latach 2008–2011 minister edukacji, od 2021 do 2022 minister bez teki.

## Życiorys
Ukończyła studia prawnicze na Uniwersytecie w Brescii, specjalizując się w zakresie prawa administracyjnego.
W 1994 zaangażowała się w działalność partii Forza Italia, powołanej przez Silvia Berlusconiego. Pracowała w administracji regionalnej prowincji Brescia, od 2005 zasiadała w parlamencie regionu Lombardia.
W wyborach parlamentarnych w 2006 uzyskała mandat do Izby Deputowanych XV kadencji. W 2007 znalazła się wśród inicjatorów powołania Ludu Wolności, celem ściślejszej współpracy poszczególnych ugrupowań centroprawicowej koalicji. W przedterminowych wyborach rok później została wybrana posłanką XVI kadencji.
W czwartym rządzie Silvia Berlusconiego od maja 2008 do listopada 2011 sprawowała urząd ministra edukacji. W 2013 i 2018 ponownie wybierana do Izby Deputowanych na XVII i XVIII kadencję.
W lutym 2021 została ministrem bez teki do spraw regionalnych i autonomii w gabinecie Maria Draghiego. W lipcu 2022 opuściła FI, krytykując działania tej partii w trakcie kryzysu rządowego. Dołączyła następnie do ugrupowania Azione Carla Calendy. W tym samym roku weszła w skład Senatu XIX kadencji. W październiku 2022 zakończyła pełnienie funkcji rządowej.